# Vicién
Vicién – gmina w Hiszpanii, w prowincji Huesca, w Aragonii, o powierzchni 13,76 km². W 2011 roku gmina liczyła 115 mieszkańców.